# Lennie James
Lennie Michael James (n. 11 octombrie 1965, Nottingham, Anglia, Regatul Unit) este un actor, scenarist și dramaturg britanic. Este cel mai cunoscut pentru interpretarea lui Tony Gates în serialul Line of Duty, Morgan Jones în The Walking Dead: Invazia zombi și Fear the Walking Dead și a apărut în multe filme printre care Unde dai și unde crapă (2000) și Vânătorul de recompense 2049 (2017). 
Printre rolurile cele mai notabile ale lui James în televiziune se numără Glen Boyle în drama medicală Critical de pe Sky 1. În televiziunea americană, el l-a jucat pe misteriosul Robert Hawkins în serialul CBS Jericho și pe detectivul Joe Geddes în serialul de televiziune AMC Low Winter Sun.

## Biografie și carieră
James s-a născut în Nottingham,  fiul unor părinți afro-trinidadieni. A locuit în sudul Londrei și a studiat la colegiul Ernest Bevin. Mama lui James, Phyllis Mary James, a murit la vârsta de 10 ani, apoi el și fratele său, Kester, au ales să locuiască într-un orfelinat, în loc să fie trimiși în Statele Unite pentru a locui cu o rudă. James a stat acolo opt ani.
James, ca adolescent, a dorit să fie un jucător de rugby profesionist  și a devenit interesat de actorie după ce a urmat o fată la o audiție pentru o piesă de teatru. James a participat la cursurile  Școlii de Muzică și Dramă din Guildhall, absolvind în 1988. În timp ce a fost acolo, el a ajutat la organizarea unei campanii împotriva planului școlii de expulzare a altui elev, despre care a spus că este cel mai curajos lucru pe care l-a făcut vreodată. A fost angajat la biroul de securitate socială al guvernului britanic.
James a apărut în peste 20 de filme, printre care Les Misérables (1998), Unde dai și unde crapă (2000), 24 Hour Party People (2002), Sahara (2005) și Outlaw (2007). A jucat în filmul Tic din 2010 și a apărut în filmul de acțiune Colombiana (2011) și în filmul științifico-fantastic Lockout (Misiune pe MS One, 2012). 
În televiziune, James a apărut în scurta serie Channel 4  Buried (2003), în drama despre terorism BBC The State Within (2006), drama BBC de spionaj Spooks (2002-2011) și a jucat ca Robert Hawkins în seria CBS post-apocaliptică Jericho (2006). James a apărut în seria Channel 4 Fallout (2008), jucând rolul unui detectiv alături de un alt detectiv care cercetează o crimă în lumea adolescenților. A apărut, de asemenea, într-un episod Minte-mă, precum și în miniseria AMC / ITV din 2009 The Prisoner. A apărut în serialul de comedie HBO Hung ca proxenet.
James a apărut în episoadele serialului TV din 2010, Human Target, în rolul asasinului Baptiste. În 2012, el a primit un premiu al criticii pentru rolul său din seria BBC Two  Line of Duty, creată de Jed Mercurio.
În 2010, el a jucat ca Morgan Jones în episodul pilot al serialului AMC The Walking Dead: Invazia zombi, intitulat "Days Gone Bye".  În 2013, el a reprimit rolul lui Morgan Jones într-un episod din cel de-al treilea sezon din The Walking Dead intitulat „Clear”.  În ciuda puținelor sale apariții în The Walking Dead, James a avut parte de o recunoaștere semnificativă pentru interpretarea lui Morgan din partea criticilor și a fanilor, inclusiv a fost oprit de un polițist care dorea să-i vorbească despre serial. A revenit ca membru principal al distribuției în al șaselea sezon al emisiunii până în cel de-al optulea sezon. Începând cu 15 aprilie 2018, James apare ca Morgan în cel de-al patrulea sezon al Fear the Walking Dead.   

## Filmografie

### Film
| An   | Titlu                           | Rol                              | Note                                     |
| ---- | ------------------------------- | -------------------------------- | ---------------------------------------- |
| 1995 | Fathers, Sons and Unholy Ghosts | Martin                           | Scurtmetraj                              |
| 1997 | The Perfect Blue                | Danny                            |                                          |
| 1998 | Lost in Space                   | Jeb Walker                       |                                          |
| 1998 | Les Misérables                  | Enjolras                         |                                          |
| 1998 | Among Giants                    | Shovel                           |                                          |
| 1999 | Elephant Juice                  | Graham                           |                                          |
| 2000 | The Announcement                | Richard                          |                                          |
| 2000 | Miracolele lui Iisus            | Tribun                           | Voce                                     |
| 2000 | Snatch                          | Sol                              |                                          |
| 2001 | Evadarea                        | Rudy "Rud" Guscott Hardy in Show |                                          |
| 2001 | The Martins                     | Police Constable Alex            |                                          |
| 2002 | Clubarii                        | Alan Erasmus                     |                                          |
| 2003 | Without You                     | James                            | Scurtmetraj                              |
| 2004 | Frances Tuesday                 | Trent                            |                                          |
| 2005 | Sahara                          | Brigadier General Zateb Kazim    |                                          |
| 2007 | Nelegiuiții                     | Cedric Munroe                    |                                          |
| 2010 | Mob Rules                       | C-Note                           | Method Fest Award for Best Ensemble Cast |
| 2010 | 3 zile de coșmar                | Lieutenant Nabulsi               |                                          |
| 2011 | Columbiana                      | Agent Special FBI James Ross     |                                          |
| 2012 | Misiune pe MS One               | Harry Shaw                       |                                          |
| 2014 | Patru asasini                   | Bishop                           |                                          |
| 2014 | Get on Up                       | Joseph "Joe" James               |                                          |
| 2017 | Double Play                     | Chamon                           |                                          |
| 2017 | Vânătorul de recompense 2049    | Mister Cotton                    |                                          |
| 2020 | Peter Iepurașul: Fugit de acasă | Barnaba                          | Voce, post-producție                     |

### Televiziune
| An                    | Titlu                    | Rol                  | Note                                                                           |
| --------------------- | ------------------------ | -------------------- | ------------------------------------------------------------------------------ |
| 1988                  | Screenplay               | Scriitor             | Episodul: "Between the Craks"                                                  |
| 1990                  | The Bill                 | Scriitor             | Episodul: "Burnside Knew My Father"                                            |
| 1991                  | The Orchid House         | Baptist              | 3 episoade                                                                     |
| 1992                  | Civvies                  | Cliff Morgan         | 6 episoade                                                                     |
| 1993                  | Comics                   | Delroy Smith         | Film TV                                                                        |
| 1994                  | A Touch of Frost         | DC Carl Tanner       | Episodul: "A Minority of One"                                                  |
| 1994                  | Love Hurts               | Steve                | Episodul: "Parent Trap"                                                        |
| 1995–1996             | Out of the Blue          | DC Bruce Hannaford   | 12 episoade                                                                    |
| 1998                  | Cold Feet                | Kris Bumstead        | 3 episoade                                                                     |
| 1998                  | Undercover Heart         | Matt Lomas           | 5 episoade                                                                     |
| 1999                  | Shockers: Deja Vu        | Mark                 | Film TV                                                                        |
| 2000                  | Storm Damage             | Bonaface             | Film TV; și scenarist Nominalizare–BAFTA TV Award for Best Single Drama        |
| 2003                  | Buried                   | Lee Kingley          | 8 episoade                                                                     |
| 2004                  | Family Business          | Roy Tobelem          | Episodul: "#1.1"                                                               |
| 2004                  | Stealing Lives           | Narator              | Film TV                                                                        |
| 2005                  | ShakespeaRe-Told         | Oberon               | Episodul: "A Midsummer Night's Dream"                                          |
| 2005                  | Born with Two Mothers    | Errol Bridges        | Film TV                                                                        |
| 2006                  | Spooks                   | David Newman         | Episodul: "Agenda"                                                             |
| 2006                  | The State Within         | Luke Gardner         | 4 episoade                                                                     |
| 2006                  | The Family Man           | Paul Jessop          | Film TV                                                                        |
| 2006–2008             | Jericho                  | Robert Hawkins       | 29 episoade                                                                    |
| 2008                  | Fallout                  | DS Joe Stephens      | Film TV                                                                        |
| 2009                  | Lie to Me                | Terry "Tel" Marsh    | Episodul: "Grievous Bodily Harm"                                               |
| 2009                  | Three Rivers             | Dr. Maguire          | Episodul: "Alone Together"                                                     |
| 2009                  | The Prisoner             | 147                  | 6 episoade                                                                     |
| 2009                  | U.S. Attorney            | Eric King            | Pilot                                                                          |
| 2010                  | Human Target             | Baptiste             | 3 episoade                                                                     |
| 2010–2011             | Hung                     | Charlie              | 14 episoade                                                                    |
| 2010; 2013; 2014–2018 | The Walking Dead         | Morgan Jones         | Invitat (sez. 1, 3) Rol secundar (sez. 5) Rol principal (sez. 6–8) 35 episoade |
| 2012                  | Line of Duty             | DCI Tony Gates       | 5 episoade                                                                     |
| 2013                  | Low Winter Sun           | Joe Geddes           | 10 episoade                                                                    |
| 2013                  | Run                      | Richard              | 2 episoade                                                                     |
| 2015                  | Critical                 | Glen Boyle           | 13 episoade                                                                    |
| 2015; 2017            | The Met: Policing London | Narator              | 10 episoade                                                                    |
| 2017                  | Robot Chicken            | Morgan Jones (voice) | Episodul: "The Robot Chicken Walking Dead Special: Look Who's Walking"         |
| 2018–present          | Save Me                  | Nelly                | 6 episoade și creator și scenarist                                             |
| 2018–present          | Fear the Walking Dead    | Morgan Jones         | Rol principal (sez. 4–prezent) >29 episoade                                    |
| 2020                  | Save Me Too              | Nelly                | 6 episoade Sequel al seriei Save Me                                            |

### Jocuri video
| An   | Titlu     | Rol de voce | Note   |
| ---- | --------- | ----------- | ------ |
| 2014 | Destiny   | Lord Shaxx  | [ 12 ] |
| 2017 | Destiny 2 | Lord Shaxx  | [ 13 ] |

## Teatru
| An   | Titlu                     | Note     |
| ---- | ------------------------- | -------- |
| 2004 | The Sons of Charlie Paora | Scriitor |

## Premii și nominalizări
| An   | Premiu                          | Categorie                           | Lucrare               | Rezultat     |
| ---- | ------------------------------- | ----------------------------------- | --------------------- | ------------ |
| 2002 | BAFTA                           | Best Male Performance in Film       | Lucky Break           | Câștigat     |
| 2013 | Online Film & Television Awards | Best Guest Actor in a Drama Series  | The Walking Dead      | Câștigat     |
| 2013 | Gold Derby TV Awards            | Best Drama Guest Actor              | The Walking Dead      | Nominalizare |
| 2013 | RTS Television Awards           | Best Actor-Male                     | Line of Duty          | Nominalizare |
| 2014 | RTS Television Awards           | Best Actor-Male                     | Run                   | Nominalizare |
| 2016 | Fangoria Chainsaw Awards        | Best TV Supporting Actor            | The Walking Dead      | Nominalizare |
| 2019 | Premiul Saturn                  | Best Supporting Actor on Television | Fear the Walking Dead | Nominalizare |